# 松岡悟
松岡 悟（まつおか さとる、1938年3月20日 - ）は、日本の医師、作家、馬主。
函館市内で小児科院を開業していた傍ら、文筆業や馬主としても活動した。

## 経歴・人物
1938年、函館市出身。順天堂大学医学部大学院を修了後、同大学医学部の小児科講師を経て函館市立函館病院小児科科長、のち同市内に松岡小児科を開院し院長となる。1995年6月まで院長を務め、現在は警察庁警察学校の理事官（診療所長）を務める。

### 人物
競馬と落語が趣味。立川談志の門下生であり、「立川薮医志」の芸名を持つ。

## 馬主活動と所有馬

松岡の勝負服

日本中央競馬会（JRA）および地方競馬全国協会（NAR）に登録する馬主としても知られる。勝負服の柄は緑、白星散、袖赤二本輪、冠名には「ドクター」を用いる。函館馬主協会常務理事を務めていた。
1971年頃に公営競馬、次いで1976年頃にJRAの馬主資格を取得。小学校3年生の頃から競馬場に出入りしていたという。なお、函館馬主協会初代会長の松岡陸三は父で、終戦直後に函館競馬再開をダグラス・マッカーサーに直談判しようとするなど、戦後の競馬再開に尽力した人物であったと悟は振り返っている。

### 主な所有馬
斜字は地方重賞。
- ドクターリバティ（1983年ジュニアカップ、青雲賞、1985年シルバーカップ、日本中央競馬会理事長賞）
- ドクタースパート（1988年北海道3歳優駿、京成杯3歳ステークス、1989年皐月賞、1990年ステイヤーズステークス）
- ドクタースパーク（1989年道営記念）
- ドクターグリム（2009年福島ジャンプステークス）

## 著書

### 小説
- 『蹴る馬』（三一書房、1991年。ISBN 978-4380912115）
- 『覆面を取った馬』（三一書房、1993年。ISBN 978-4380932281）
- 『競馬ミステリー 発走除外』（三一書房、1995年。ISBN 978-4380952319）
- 『騎乗停止』（三一書房、1998年。ISBN 978-4380982637）
- 『見慣れた顔 ― 医師庵順平が覗き見た奇っ怪な世界』（出版芸術社、1999年。ISBN 978-4882931720）

### 医学書
- 『母と子の現代病 ― このままでは子どもがダメになる』（三一書房、1987年。ISBN 978-4380872310）
- 『子どもの病気の見わけ方 ― ユーモア先生ズバリ診断』（三一書房、1993年。ISBN 978-4380932274）
- 『いざという時カゼで泣かないために』（出版芸術社、2001年。ISBN 978-4882931997）

### 随筆
- 『ぬくめ酒』（三一書房）[1]